# Omicidio di Marco Vannini
L'omicidio di Marco Vannini è un caso di cronaca nera avvenuto la notte tra il 17 e il 18 maggio 2015 a Ladispoli, nella città metropolitana di Roma.
Marco Vannini, ragazzo di 20 anni, è stato ferito alla spalla destra da un colpo di pistola sparato da Antonio Ciontoli, padre della fidanzata Martina. La morte di Marco è sopraggiunta quattro ore dopo lo sparo, nelle prime ore del 18 maggio 2015, a causa dalla condotta di tutta la famiglia Ciontoli che ha ritardato e rallentato i soccorsi.

## Cronologia degli eventi
Marco Vannini, nato a Cerveteri l'8 aprile 1995 come figlio unico di Marina Conte e Valerio Vannini, lavorava come bagnino in uno stabilimento balneare e coltivava il sogno di entrare nell'Arma dei Carabinieri e diventare pilota delle Frecce Tricolori. Nel 2012 si era fidanzato con Martina Ciontoli, sorella di Federico e figlia di Maria Pezzillo e Antonio Ciontoli, sottufficiale della Marina Militare distaccato ai servizi segreti. Proprio Antonio Ciontoli aveva aiutato Marco nel suo progetto di diventare un militare, procedendo all'incartamento per l'ammissione in Accademia Aeronautica.
La sera del 17 maggio 2015, Marco rimase a cena nella villetta di Ladispoli dove abitava la famiglia Ciontoli e verso le 23:00 telefonò ai genitori per comunicare loro che sarebbe rimasto a dormire lì. In quella casa, oltre che alla famiglia Ciontoli al completo, era presente anche Viola Giorgini, fidanzata di Federico Ciontoli. Poco dopo quella telefonata Marco decise di fare un bagno nella vasca, quando nella stanza entrò Antonio Ciontoli per prendere una Beretta 92 calibro 9 che aveva riposto nella scarpiera del bagno. Secondo una prima testimonianza dell'uomo, quest'ultimo fece vedere la pistola a Marco in quanto il ragazzo era appassionato di armi e chiedeva di vedere la pistola. Sempre secondo il Ciontoli, ad un certo punto l'arma gli cadde dalle mani e nel tentativo di riprenderla al volo fece partire accidentalmente un colpo che ferì Marco alla spalla destra; il proiettile, però, non raggiunse immediatamente il cuore e non ostacolò le funzioni vitali. Ai suoi familiari, nell'immediatezza dell'accaduto, parlò di "un colpo d'aria" partito per sbaglio nonostante dalla ferita fossero visibili tracce di sangue.
Alle 23:41 arrivò una prima chiamata al 118 da parte di Federico Ciontoli, che riferì all'operatrice "c'è un ragazzo che si è sentito male di colpo ed è diventato troppo bianco, non respira più, probabilmente uno scherzo e si è spaventato tantissimo" ma la richiesta di soccorso venne annullata perché Marco sembrava essersi ripreso. Circa mezz'ora dopo, alle 00:06 del 18 maggio, arrivò un'altra chiamata al 118 stavolta da parte di Antonio Ciontoli che parlò di "un buchino sul braccio con un pettine a punta" mentre Marco, in sottofondo gridava dal dolore. La chiamata, tuttavia, venne registrata come codice verde e quindi di urgenza minore, per cui non c'era un medico a bordo dell'ambulanza che arrivò a casa Ciontoli poco dopo le 00:15. Gli infermieri giunti sul posto si accorsero subito che Marco era in stato confusionale e non riusciva a rispondere alle domande, per cui passarono altri venti minuti senza che i sanitari riuscissero a capire la vera dinamica dell'incidente. Agli infermieri Antonio Ciontoli continuò a sostenere la versione dell'incidente con il pettine a punta, senza mai menzionare lo sparo.
Verso le 00:30, Antonio e Federico Ciontoli insieme a Maria Pezzillo si recarono al PIT di Ladispoli assieme a Marco, mentre Martina e Viola arrivarono sul posto venti minuti dopo. Maria Pezzillo, dopo essere salita in ambulanza con Marco, chiamò Marina Conte, madre di quest'ultimo, e le disse che il figlio era "caduto dalle scale e si era fatto un po' male". Alle 00:45, Antonio Ciontoli rivelò al dottore che si stava occupando di Marco che la ferita derivava in realtà da un colpo di pistola sparato accidentalmente, e chiese a lui come ad altri infermieri se la cosa poteva rimanere segreta. Alle 00:50 i medici chiederanno d'urgenza un elisoccorso per il trasferimento di Marco al Policlinico Gemelli, elicottero che riuscirà a partire soltanto alle 1:50 ma sarà costretto ad atterrare più volte poiché il proiettile, che nel frattempo aveva raggiunto polmone e cuore, aveva provocato a Marco due arresti cardiaci. Dopo ore di tentativi di rianimazione, Marco viene dichiarato deceduto alle 3:15 a causa di un'emorragia interna dovuta al proiettile che aveva raggiunto la parte sinistra del torace del ragazzo.

## Indagini
Nei giorni successivi, le autorità perquisirono più volte l'abitazione dei Ciontoli senza mai però metterla sotto sequestro. L'esame sulla Beretta dalla quale era partito il colpo rivelò un difetto di funzionamento che costringeva chi la maneggiava ad armarla manualmente per sparare: questo rese inattendibile l'opzione di un colpo partito per sbaglio, versione inizialmente fornita da Antonio Ciontoli agli inquirenti. Dopo un colloquio con il suo avvocato, Ciontoli cambiò versione e dichiarò che aveva armato manualmente la pistola per far vedere il funzionamento a Marco, essendo convinto che nell'arma non ci fossero proiettili. Sui vestiti di Antonio Ciontoli vennero trovati 42 particelle di polvere da sparo, su quelli di Federico 40 e su quelli di Martina 18. Tuttavia, l'esame probatorio venne fatto 9 e 10 ore dopo il fatto quando, di norma, i prelievi eseguiti su persone fisiche dopo 6 ore non hanno alcun valore.
Sin da subito, le versioni fornite da tutti i membri della famiglia Ciontoli risultarono incongruenti e sospette agli occhi degli investigatori. Martina Ciontoli, fidanzata della vittima, dichiarò di non essere presente nel bagno al momento dello sparo ma durante un'intercettazione ambientale fatta nella caserma di Civitavecchia subito dopo la morte di Marco descrisse al fratello il momento esatto in cui il padre Antonio puntava l'arma verso Marco e poi ha premuto il grilletto. Messa di fronte a quest'incongruenza durante gli interrogatori, Martina continuò a dire che non si trovava in bagno e dichiarò che i dettagli dello sparo e di come si presentava la ferita le erano stati riferiti dal comandante Roberto Izzo, che però smentì tale dichiarazione in quanto non era un dettaglio che sapeva. Il cugino di primo grado di Marco, Alessandro Carlini, telefonò a Martina subito dopo la morte di Marco e riferì che la ragazza dava risposte "programmate" alle sue domande circa la dinamica dell'incidente, risposte concordate con il fratello Federico sul momento. 
Federico Ciontoli riferì invece che al momento dello sparo lui si trovava assieme alla fidanzata Viola in camera da letto a guardare un cartone sul computer, e che aveva sentito il rumore dello sparo mentre era in dormiveglia. I vicini di casa dei Ciontoli testimoniarono che intorno alle 23:00 del 17 maggio sentirono Martina gridare "Lo vedi, papà? Lo vedi?" poi il rumore dello sparo. Le parole di Martina precedenti allo sparo lasciavano intendere a un litigio in corso tra i due fidanzati, ipotesi accreditata dal fatto che in quelle settimane i rapporti tra Marco e Martina si erano deteriorati fino a portare alla rottura della relazione a fine aprile 2015, relazione poi ripresa. Secondo la famiglia di Marco, infatti, l'opposizione di Martina al sogno del fidanzato di diventare militare era spesso motivo di scontro tra i due. Oltre alle urla di dolore di Marco, alcuni vicini dissero di averlo sentito urlare "scusa Marti, scusa Marti". Viola Giorgini, invece, dichiarò che non si era resa conto che fosse effettivamente partito un colpo di pistola e si fidava dunque di Antonio Ciontoli che diceva che tutto si sarebbe presto sistemato. Tuttavia, in una telefonata intercettata disse ad un'amica che le due pistole del Ciontoli non erano nella scarpiera del bagno come sostenuto dall'uomo, ma erano state tutto il giorno appoggiate sul divano.
Le indagini si concentrarono sull'intenzione o meno da parte di Antonio Ciontoli di uccidere Marco, ritenendo assodato il fatto che il colpo di pistola non fosse partito di proposito. I medici stabilirono che, se soccorso tempestivamente con le dovute cure, Marco si sarebbe salvato con alta probabilità: secondo la pubblica accusa, la famiglia Ciontoli, con le sue versioni fuorvianti e le scarse informazioni fornite ai sanitari, ha messo in conto la possibilità che Marco morisse e ha ritardato ad ammettere lo sparo per difendere Antonio e salvaguardare il suo posto di lavoro. I genitori del ragazzo, Marina e Valerio, non hanno mai creduto alle dichiarazioni dei Ciontoli e hanno messo in dubbio il luogo dello sparo e persino la persona che ha premuto il grilletto. Gli accertamenti balistici certificano che il colpo è stato esploso dall'alto verso il basso e da destra verso sinistra, tipica traiettoria con cui sparerebbe una persona mancina, mentre Antonio Ciontoli è destrorso. 

## Processo
Il processo per la morte di Marco Vannini si aprì il 23 maggio 2016 alla Corte d'Assise di Roma, con tutta la famiglia Ciontoli che venne imputata di omicidio volontario in concorso. Secondo l'accusa il colpo di pistola era ascrivibile solo ad Antonio Ciontoli, che in seguito dichiarò il falso ostacolando i soccorsi e parlando di un "colpo d'aria" invece di ammettere subito lo sparo. Gli altri componenti della famiglia dissero di non essersi resi conto immediatamente dello sparo, ma furono accusati di aver rallentato i soccorsi per difendere il posto di lavoro di Antonio. Il PM chiese 21 anni ad Antonio Ciontoli e 14 a testa per ogni familiare.
Il 18 aprile 2018, Antonio Ciontoli venne condannato a 14 anni di reclusione per omicidio volontario: i figli Martina e Federico e la moglie Maria vennero condannati a 3 anni ciascuno con l'accusa di omicidio colposo. Viola Giorgini venne invece assolta poiché, secondo i giudici, non aveva la reale possibilità di intervenire. La sentenza fu fortemente criticata dalla famiglia Vannini, che fece ricorso in appello. La sentenza d'appello, emessa il 29 gennaio 2019, abbassò la pena di Antonio Ciontoli da 14 a 5 anni di reclusione per omicidio colposo, mentre le condanne per gli altri familiari rimasero immutate.
Sia gli avvocati della famiglia Vannini che quelli della famiglia Ciontoli fecero ricorso in Cassazione; gli uni per tentare di aumentare la pena di tutta la famiglia Ciontoli, gli altri per cercare l'assoluzione totale per tutta la famiglia in quanto hanno agito per difendere un familiare. In Cassazione, venne disposto un Appello-bis e dunque annullata la sentenza del 29 gennaio 2019. Un anno dopo, il 30 settembre 2020, venne emessa la sentenza dell'Appello-bis: Antonio Ciontoli venne condannato a 14 anni di reclusione per omicidio volontario, mentre i due figli e la moglie a 9 anni e 4 mesi di reclusione per concorso anomalo in omicidio volontario. L'ultima Cassazione confermò tutte le condanne il 3 maggio 2021, riconoscendo per Antonio Ciontoli anche il reato del dolo eventuale.

## Epilogo
Cinque mesi dopo l'ultima sentenza della Cassazione, ad Antonio Ciontoli venne revocata l'onorificenza di Cavaliere dell'Ordine al Merito della Repubblica Italiana che gli era stata conferita dal Presidente della Repubblica nel 2008. Attualmente, tutta la famiglia Ciontoli sconta la sua pena nel carcere di Rebibbia. Martina Ciontoli, reclusa nel reparto femminile del penitenziario romano come la madre Maria Pezzillo, ha ripreso gli studi e si è laureata con il massimo dei voti in scienze infermieristiche. Nel gennaio 2025 ha beneficiato dei primi permessi per lasciare la prigione e andare a lavorare in un bar del Ministero della Giustizia. Nell'ottobre 2024 la villetta di Ladispoli dove avvenne l'omicidio fu messa all'asta per 157.500 euro, ricavato che sarebbe andato alla famiglia Vannini come risarcimento.

## L'associazione "Centro Diffuso Marco Vannini"
Pochi giorni dopo la sentenza della Cassazione nel 2021, i genitori di Marco Vannini dichiararono di essere intenzionati a fondare un'associazione in memoria di loro figlio. L'associazione venne aperta nel febbraio 2025 e chiamata "Centro Diffuso Marco Vannini", con l'obiettivo di contrastare gli abusi e i maltrattamenti sui bambini e impegnarsi per la sicurezza e il benessere di bambini e famiglie in difficoltà. Nel progetto sono stati coinvolti i distretti sociosanitari di Civitavecchia e Ladispoli-Cerveteri, in un'iniziativa distrettuale inserita nel più ampio progetto avviato dalla Regione Lazio.